# Michael Schüssler (Fußballspieler)
Michael „Mike“ Schüssler (* 5. Dezember 1956) ist ein ehemaliger deutscher Fußballspieler und -trainer.

## Karriere
Schüssler schloss sich 1966 dem SV Waldhof Mannheim an und rückte 1975 in die Profimannschaft (2. Bundesliga). Sein Zweitligadebüt gab er 18-jährig am 22. November 1975, als ihn Trainer Anton Rudinsky im Spiel gegen den SSV Jahn Regensburg (5:1) in der 75. Minute einwechselte. Danach spielte er bis 1981 in dieser Liga mit Waldhof (im letzten Jahr unter Trainer Klaus Schlappner, der Waldhof 1983 in die Bundesliga führte) und wechselte anschließend in die Oberliga zum VfR OLI Bürstadt. Beim Aufstieg der Bürstädter in die zweite Liga (1984) gehörte er bereits nicht mehr dem Kader des VfR an. Später war er noch für den VfR Mannheim und den FV Hockenheim 08 aktiv.
Nach dem Karriereende als Spieler war er Co-Trainer unter Stephan Groß bei den Vereinen FV 09 Weinheim, SV Sandhausen, VfB Leimen und SV Mörlenbach. Von 1996 bis 1998 war er Trainer der B-Jugend des SV Waldhof Mannheim, in der Saison 2003/04 Co-Trainer der 1. Mannschaft, für die in dieser Zeit Viktor Olscha als Cheftrainer verantwortlich war. Anschließend wurde Schüssler Jugendkoordinator des SVW. Seit 1. Juli 2007 ist er zusammen mit Stephan Groß  Leiter des Jugendleistungszentrums Waldhof-Mannheim am Alsenweg, welches von Dietmar Hopp über seine Stiftung „Anpfiff ins Leben“ unterstützt wird.
Schüssler ist Träger der Goldenen Ehrennadel des SV Waldhof.

### Statistik
| Liga          | Spiele (Tore) |
| ------------- | ------------- |
| 2. Bundesliga | 108 (2)       |
| Wettbewerb    |               |
| DFB-Pokal     | 006 (0)       |